# Patapon
Patapon (яп. パタポン) — видеоигра, изданная для портативной консоли PSP, а также для PlayStation 4 (ремастер), объединяющая в себе особенности жанров ритм-игр, стратегий и симуляторов бога. Игра представлена в рисованном двухмерном окружении, разработанном известным французским графическим дизайнером Ролито.
Игрок представляется божеством, которое командует армией небольшого племени при помощи различных ритмов, выбиваемых им самим. Игра была разработана и произведена той же студией, которая разработала LocoRoco.

## Геймплей
Игрок управляет племенем, состоящим из пехоты, лучников, конницы, боевых музыкантов и берсерков, а также магов, (в Patapon 2) всадниками на птицах и патапонами-роботами. Изначально армия игрока состоит только из копейщиков (Yaripon), но по мере прохождения игры игрок получает в своё распоряжение большее количество юнитов. Армия управляется набиванием ритма на четырёх виртуальных барабанах, каждый из которых представлен одной из четырёх кнопок контроля PSP. Продолжительное сохранение игроком ритма приводит его армию в Fever mode, который увеличивает боевые способности Патапонов.
По мере продвижения игроком игрового прогресса появляются новые противники, открываются новые ритмы. Между миссиями игрок может развивать войска, используя различные ресурсы, полученные во время миссий, тратя валюту, названную «ka-ching», а также формируя отряды и приобретая новое оружие.

## Сюжет
Патапоны были процветающим народом, пока они не были побеждены злым племенем Зиготонов (Zigoton). Игрок берёт на себя роль их Бога и, используя священные боевые барабаны, продвигает патапонов вперёд, чтобы они снова стали хозяевами своих земель. Также одна из целей племени — поиск Крайземелья (Earthend) ради встречи с «Этим» (IT), священным объектом, внешний вид которого и цель использования им неизвестны. Враг племени Патапон — злая Империя Зиготон (Zigoton), племя сильных существ с красными склерами (белками глаз) (в противоположность белым у Патапонов), которое угнетало Патапонов начиная с момента потери ими власти над своими землями. Кроме Зиготонов есть существа, преграждающие путь Патапонам, такие как драконы, гигантские черви, големы, и таинственное зло, известное как Горл (Gorl).

## Юниты
Существуют различные типы Патапонов, которые могут быть объединены в армию игрока. Всего в игре 6 типов юнитов, но только 3 из них могут быть включены в армию. Между миссиями можно выбрать юнитов, которые будут сражаться в армии игрока в течение уровня. Формирование армии и выбор единиц являются ключевым аспектом стратегии игры.
Единицы армии Зиготонов названы идентичным с юнитами Патапонов способом, например, всадник на лошади Кибапон в племени Зиготонов называется Кибатон.
Во время фазы рождения Патапона в Дереве Жизни (Tree of Life) игрок может использовать различную комбинацию ka-ching и ресурсов, которые племя собирает во время индивидуальных охотничьих миссий и миниигр. Редкие компоненты вместе с большим количеством ka-ching являются основой для создания
наиболее мощных боевых единиц.

## Демоверсия
25 января, 2008 вышла демонстрационная версия игры Patapon для Европы и Северной Америки. Игровой прогресс, проделанный в демонстрационной версии Patapon (включая приобретение специального оружия, доступного только для демонстрационной версии — Копьё Защиты (The Spear of Protection)) может быть возобновлён после приобретения полной версии игры

## Продолжения
9 июля 2008 было объявлено о том, что сиквел игры Patapon находится в разработке. Игра Patapon 2: Don Chaka была выпущена 27 ноября 2008 года в Японии, 6 марта 2009 года в Европе и 5 мая того же года в США. В продолжении появляются новые боссы, юниты, а также новое неизвестное игрокам первой части племя.
12 апреля 2011 года вышла третья часть серии: Patapon 3.

## Оценки и награды
| Сводный рейтинг    | Сводный рейтинг               |
| Агрегатор          | Оценка                        |
| ------------------ | ----------------------------- |
| GameRankings       | - PSP: 86,11 % - PS4: 77,25 % |
| Иноязычные издания |                               |
| Издание            | Оценка                        |
| 1UP.com            | A                             |
| Edge               | 8/10                          |
| Game Informer      | 8,75                          |
| GameSpot           | 9,0                           |
| IGN                | 9,2                           |
| X-Play             | 4/5                           |

GameSpot Award for Most Innovative Game 2008
GameSpot Award for Best Original Music 2008